# Lijst van beelden in Drechterland
Dit is een (onvolledige) chronologische lijst van beelden in Drechterland. Onder een beeld wordt hier verstaan elk driedimensionaal kunstwerk in de openbare ruimte van de Nederlandse gemeente Drechterland, waarbij beeld wordt gebruikt als verzamelbegrip voor sculpturen, standbeelden, installaties, gedenktekens en overige beeldhouwwerken.
Voor een volledig overzicht van de beschikbare afbeeldingen zie: Beelden in Drechterland op Wikimedia Commons.
| Geplaatst              | Omschrijving                                  | Kunstenaar               | Straat                              | Plaats        | Materiaal                                   | Afbeelding |
| ---------------------- | --------------------------------------------- | ------------------------ | ----------------------------------- | ------------- | ------------------------------------------- | ---------- |
| 1754                   | Banpaal                                       | Onbekend                 | Dr. Nuijenstraat                    | Westwoud      | hardstenen banpaal, baksteen en natuursteen |            |
| 1791 (herplaatst 1932) | Grenspaal                                     | Onbekend                 | Op de grens tussen Hem en Venhuizen |               | Natuursteen                                 |            |
| 1930                   | Beeldenpartij bij de ingang van de watertoren | Onbekend                 | Streekweg 235                       | Hoogkarspel   |                                             |            |
| 1947                   | Dirk Roos                                     | Jacques van Rhijn        | Oosterleek 9                        | Oosterleek    | Natuursteen                                 |            |
| 1951                   | Gedenkbank                                    |                          | Dorpsweg 120                        | Schellinkhout |                                             |            |
| 1964/2011              | Kalfje                                        | Jan van Druten           | Boekert/Oosterblokker               | Blokker       | Brons op sokkel                             |            |
| Jaren 1980             | Houten paard                                  | Toni Gerlach             | Torenweg                            | Hem           |                                             |            |
| 1994                   | Monument Zeger Davidson                       | Truus Menger-Oversteegen | Kerkeveld                           | Venhuizen     | Brons                                       |            |
| 1999                   | The Beatles                                   | Harma Heikens            | Boekert/Oosterblokker               | Blokker       |                                             |            |
| 2016                   | Jan Hoek                                      |                          | Kerkeveld                           | Venhuizen     |                                             |            |
| Onbekend               | Lucasbeeld                                    | Onbekend                 | Westeinde 4                         | Venhuizen     |                                             |            |
| Onbekend               | Onbekend                                      | Onbekend                 | Streekweg 222                       | Hoogkarspel   |                                             |            |
| Onbekend               | Onbekend                                      | Onbekend                 | Raadhuisplein                       | Hoogkarspel   |                                             |            |
| Onbekend               | Oorlogsmonument                               | Onbekend                 | Hoek Kranenburglaan/Julianastraat   | Hoogkarspel   | Natuursteen                                 |            |
| Onbekend               | St. Jozef met Jezus                           | Onbekend                 | Voor de Sint-Martinuskerk           | Westwoud      |                                             |            |
| Onbekend               | Onbekend                                      | Onbekend                 | Molenweg                            | Wijdenes      |                                             |            |
| Onbekend               | Monument voor Nico Broers                     | Onbekend                 | De Hout 37                          | Hem           | Natuursteen                                 |            |
| Onbekend               | Theresia van Lisieux                          | Onbekend                 | Hemmerbuurt 142                     | Hem           |                                             |            |